# Главное значение интеграла по Коши
Главное значение интеграла по Коши — это обобщение понятия несобственных интегралов, позволяющее вычислять некоторые расходящиеся интегралы. Идея главного значения интеграла по Коши заключается в том, что при приближении интервалов интегрирования к особой точке с обеих сторон «с одинаковой скоростью», особенности нивелируют друг друга (за счёт различных знаков слева и справа), и в результате можно получить конечный предел, который и называют главным значением интеграла по Коши. Эта концепция имеет важные применения в комплексном анализе (Теорема Сохоцкого — Племеля).
Так, например, несобственный интеграл второго рода{\displaystyle \int _{-1}^{1}{\frac {dx}{x}}}, не существует, однако он существует в смысле главного значения.

## Определение главного значения интеграла по Коши

### Определение (для особой точки ∞)
Пусть {\displaystyle f(x)} определена на интервале {\displaystyle (-\infty ,+\infty )}, но несобственный интеграл I рода {\displaystyle \int \limits _{-\infty }^{+\infty }f(x)\,dx} расходится. Если существует конечный предел
{\displaystyle \lim _{A\rightarrow +\infty }\int \limits _{-A}^{A}f(x)\,dx,}
то этот предел называют главным значением интеграла по Коши (или главным значением в смысле Коши) для функции {\displaystyle f} в области {\displaystyle (-\infty ,+\infty )} и обозначается символом
{\displaystyle \mathrm {v.p.} \int \limits _{-\infty }^{+\infty }f(x)\,dx.}
При этом говорят, что функция {\displaystyle f(x)} интегрируема на интервале {\displaystyle (-\infty ,+\infty )} по Коши (или интегрируема в области {\displaystyle (-\infty ,+\infty )} в смысле Коши).
Пример. Рассмотрим несобственный интеграл {\displaystyle \int \limits _{-\infty }^{+\infty }x\,dx.} Этот интеграл расходится, потому что расходящимся будет, например, интеграл {\displaystyle \int \limits _{0}^{+\infty }x\,dx,} но существует главное значение данного интеграла в смысле Коши:
{\displaystyle \mathrm {v.p.} \int \limits _{-\infty }^{+\infty }x\,dx=\lim _{A\rightarrow +\infty }\int _{-A}^{A}x\,dx=\lim _{A\rightarrow +\infty }{\frac {x^{2}}{2}}{\Bigr |}_{-A}^{A}=0.}
Теорема
Пусть {\displaystyle f} ограничена на {\displaystyle [-A,A]\ \forall A>0}. Тогда:
- Если {\displaystyle f(x)} — нечётная на {\displaystyle (-\infty ,+\infty )}, то {\displaystyle f} интегрируема на {\displaystyle (-\infty ,+\infty )} в смысле главного значения Коши.
- Если {\displaystyle f(x)} — чётная на {\displaystyle (-\infty ,+\infty )}, то сходимость интеграла {\displaystyle \int \limits _{-\infty }^{+\infty }f(x)\,dx} эквивалентна сходимости интеграла {\displaystyle \int \limits _{0}^{+\infty }f(x)\,dx.}

### Определение (для конечной особой точки)

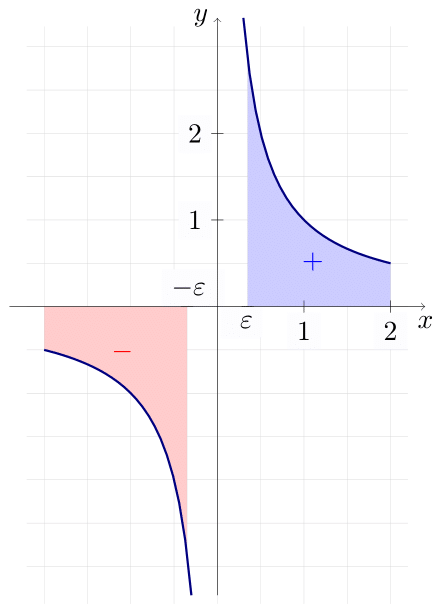
Значения площадей фигур слева и справа равны при всех, поэтому главное значение интеграла по Коши равно нулю

Пусть функция {\displaystyle f:[a,b]\rightarrow \mathbb {R} } удовлетворяет условиям:
1. {\displaystyle c\in (a,b)\Rightarrow \exists \delta >0:\forall \varepsilon \in (0,\delta )\forall x\in [a,c-\varepsilon ]\cup [c+\varepsilon ,b]\ (f(x)<M\in \mathbb {R} )}
2. Несобственный интеграл второго рода {\displaystyle \int \limits _{a}^{b}f(x)\,dx} расходится.

Если существует конечный предел
{\displaystyle \lim _{\varepsilon \rightarrow +0}\left(\int \limits _{a}^{c-\varepsilon }f(x)\,dx+\int \limits _{c+\varepsilon }^{b}f(x)\,dx\right),}
то этот предел называется главным значением интеграла по Коши (или главным значением в смысле Коши) для функции {\displaystyle f} на отрезке {\displaystyle [a,b]} и обозначается символом
{\displaystyle \mathrm {v.p.} \int \limits _{a}^{b}f(x)\,dx.}
При этом говорят, что функция {\displaystyle f(x)} интегрируема на {\displaystyle [a,b]} по Коши (интегрируема в смысле Коши).
Пример. Рассмотрим несобственный интеграл второго рода {\displaystyle \int _{-2}^{2}{\frac {dx}{x}}} (см. рисунок) Он расходится, поскольку расходится, например, интеграл {\displaystyle \int _{-2}^{0}{\frac {dx}{x}}.} При этом в понимании главного значения по Коши данный интеграл существует и равен нулю:
{\displaystyle {\begin{aligned}\mathrm {v.p.} \int _{-2}^{2}{\frac {dx}{x}}&=\lim _{\varepsilon \rightarrow +0}\left(\int _{-2}^{-\varepsilon }{\frac {dx}{x}}+\int _{\varepsilon }^{2}{\frac {dx}{x}}\right)=\\&=\lim _{\varepsilon \rightarrow +0}\left(\ln |x|{\Bigr |}_{-2}^{-\varepsilon }+\ln |x|{\Bigr |}_{\varepsilon }^{2}\right)=\\&=\lim _{\varepsilon \rightarrow +0}{\big (}\ln |-\varepsilon |-\ln |\varepsilon |{\big )}=\\&=0.\end{aligned}}}

## Случай нескольких особых точек на промежутке интегрирования

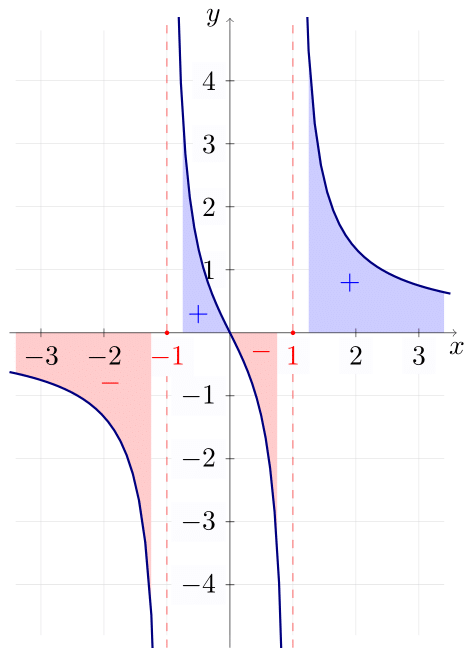
Сумма площадей фигур верхней полуплоскости совпадает с суммой площадей фигур нижней полуплоскости при всех, поэтому главное значение интеграла в смысле Коши равно нулю

Пример. Рассмотрим несобственный интеграл {\displaystyle \int \limits _{-\infty }^{+\infty }{\frac {2x}{x^{2}-1}}\,dx} (см. рисунок). Особые точки подынтегральной функции {\displaystyle f(x)={\frac {2x}{x^{2}-1}}} есть точки -1, 1. Данный интеграл расходится, потому расходится, например, интеграл
{\displaystyle {\begin{aligned}\int \limits _{2}^{+\infty }{\frac {2x}{x^{2}-1}}\,dx&=\lim _{A\to +\infty }\int \limits _{2}^{A}{\frac {2x}{x^{2}-1}}\,dx=\\&=\lim _{A\to +\infty }\ln |x^{2}-1|{\Bigr |}_{x=2}^{A}=\\&=\lim _{A\to +\infty }{\big (}\ln |A^{2}-1|-\ln 3{\big )}=\\&=+\infty .\end{aligned}}}
Проверим интегрируемость функции {\displaystyle f} в смысле Коши:
{\displaystyle {\begin{aligned}\mathrm {v.p.} \int \limits _{-\infty }^{+\infty }{\frac {2x}{x^{2}-1}}\,dx&=\lim _{\varepsilon \to 0+}\left(\int \limits _{-1/\varepsilon }^{-1-\varepsilon }{\frac {2x}{x^{2}-1}}\,dx+\int \limits _{-1+\varepsilon }^{1-\varepsilon }{\frac {2x}{x^{2}-1}}\,dx+\int \limits _{1+\varepsilon }^{1/\varepsilon }{\frac {2x}{x^{2}-1}}\,dx\right)=\\&=\lim _{\varepsilon \to +0}{\Big (}\ln |x^{2}-1|{\Bigr |}_{-1/\varepsilon }^{-1-\varepsilon }+\ln |x^{2}-1|{\Bigr |}_{-1+\varepsilon }^{1-\varepsilon }+\ln |x^{2}-1|{\Bigr |}_{1+\varepsilon }^{1/\varepsilon }{\Big )}=0.\end{aligned}}}
Следовательно, функция {\displaystyle f} интегрируема в смысле Коши на промежутке {\displaystyle (-\infty ,+\infty )}.